# Daniela Stanciu
Daniela Stanciu (Buftea, 15 de octubre de 1987) es una deportista rumana que compite en atletismo. En los Juegos Europeos de Cracovia 2023 consiguió una medalla de plata en la prueba de salto de altura.

## Palmarés internacional
| Juegos Europeos | Juegos Europeos   | Juegos Europeos  | Juegos Europeos |
| Año             | Lugar             | Medalla          | Prueba          |
| --------------- | ----------------- | ---------------- | --------------- |
| 2023            | Chorzów (Polonia) | Medalla de plata | Salto de altura |